# Macrocera unicincata
Macrocera unicincata är en tvåvingeart som beskrevs av Loïc Matile 1988. Macrocera unicincata ingår i släktet Macrocera och familjen platthornsmyggor.
Artens utbredningsområde är Nya Kaledonien. Inga underarter finns listade i Catalogue of Life.